# ولگوییو
وَلگوییو (به ایتالیایی: Valgoglio) یک کومونه در ایتالیا است که در استان برگامو واقع شده‌است. ولگوییو ۳۱٫۸ کیلومتر مربع مساحت و ۶۱۶ نفر جمعیت دارد و ۹۲۹ متر بالاتر از سطح دریا واقع شده‌است.